# Andrzej Szulc (tłumacz)
Andrzej Szulc – polski tłumacz literatury anglojęzycznej, absolwent filologii polskiej na Uniwersytecie Warszawskim.
Od roku 1976 do 1981 pracował w miesięczniku Radar. W latach osiemdziesiątych współredagował podziemne pismo kulturalne Wybór. Jako tłumacz zadebiutował w 1990 roku przekładem powieści Thomasa Harrisa Milczenie owiec.

## Niektóre przekłady
| - Jeffrey Archer: Złodziejski honor - Lee Child: Bez litości; Nieprzyjaciel; Jutro możesz zniknąć; 61 godzin; Nigdy nie wracaj; Sprawa osobista - Pat Conroy: Muzyka plaży - Nelson DeMille: Złote Wybrzeże; Szkoła wdzięku; Plum Island - Ken Follett: Trzeci bliźniak; Człowiek z Sankt Petersburga - Robert Harris: Vaterland; Enigma; Archangielsk; Pompeja; Dyktator; Konklawe; Monachium - Thomas Harris: Milczenie owiec - Joseph Heller: Portret artysty; Teraz i wtedy; Ostatni rozdział, czyli Paragraf 22 bis - Jack Higgins: Konfesjonał - Kazuo Ishiguro: Nie opuszczaj mnie, Pogrzebany olbrzym, Klara i słońce - Stephen King: Zielona mila; Roland; Po zachodzie słońca | - Dean Koontz: Prędkość; Mąż; Dobry zabójca - Doris Lessing: Dobra terrorystka - Robert Ludlum: Weekend z Ostermanem - Graham Masterton: Zjawa; Walhalla; Drapieżcy; Bezsenni; Ciało i krew - Ian McEwan: Sobota; Pokuta; Na plaży Chesil, Słodka przynęta; W skorupce orzecha; Maszyny takie jak ja, Lekcje - Michael Ondaatje, Światła wojny - Tony Parsons: Za moje dziecko; Mężczyzna i chłopiec; Mężczyzna i żona; Kroniki rodzinne - Edgar Allan Poe: W cieniu mistrza (antologia z okazji dwusetnej rocznicy urodzin autora) - Thomas Pynchon: Wada ukryta - Wilbur Smith: Gdy poluje lew; Drapieżne ptaki - Nicholas Sparks: Na ratunek; Jesienna miłość |